# کنز (استرالیا)
کنز ((به انگلیسی: Cairns) با تلفظ کَنز، کِنز و کِینز) نام یکی از شهرهای ایالت کوئینزلند در کشور استرالیا است. نام این شهر از اسم شخصی به اسم ویلیام ولینگتون کنز اقتباس شده. او بعداً فرماندار ایالت کوئینزلند شد.

## دربارهٔ کنز
این شهر در شمال شرق این ایالت و در فاصله ۱۷۰۰ کیلومتری از مرکز آن بریزبین قرار دارد. کنز تا سیدنی بیش از ۲۵۰۰ کیلومتر فاصله زمینی دارد. این شهر دارای آب و هوای استوایی است که بیشتر گرم و مرطوب می‌باشد. شهرت آن به دلیل نزدیکی به صخره‌های مرجانی بزرگ استرالیا است. کنز شهری بندری است که در کناره‌های دریای کورال و اقیانوس آرام قرار گرفته‌است. سابقه سکونت در آن به سال ۱۸۷۰ می‌رسد. نام کنز برگرفته از نام یکی از فرمانداران قدیم ایالت کوئینزلند است. جمعیت کنز بیش از ۱۲۸ هزار نفر است که چهاردهمین شهر بزرگ استرالیا به حساب می‌آید. مجموعه دانشگاه‌های جیمزکوک در کنز پردیس دارد.
این شهر در ابتدا برای اسکان معدنچیان تأسیس شد و بعدها تبدیل شد به بندری برای صادرات نیشکر، طلا و سایر فلزاتی و موادی که از معادن اطراف بدست می‌آمد.

## تاریخچه
قبل از ورود انگلیسی‌ها، مردم بومی والوبارا یدینجی در آن سکونت داشتند. آن‌ها هنوز حق مالکیت خود نسبت به این سرزمین را محترم می‌شمارند. شهر کنز به مفهوم امروزی آن در سال ۱۸۷۶ بنا نهاده شد. در طول جنگ جهانی دوم کنز به مکانی برای سازماندهی عملیات متفقین تبدیل شد. مقر نیروهای هوایی آمریکا و انگلیس امروز تبدیل به فرودگاه شهر کنز شده‌است.
پس از پایان جنگ جهانی دوم، شهر کنز کم‌کم به مرکزی توریستی تبدیل شد و افتتاح فرودگاه بین‌المللی کنز در سال ۱۹۸۴ شهر را تبدیل به یکی از مراکز مهم توریستی و سیاحتی در شمال استرالیا کرد.

## ساختار شهری
شهر کنز تقریباً ۵۲ کشیدگی شمالی-جنوبی دارد. در چند سال اخیر زمینهای کاشت نیشکر تبدیل به محله‌های مسکونی شده‌اند. سواحل شمالی این شهر که شامل چندین ساحل هستند، محله‌های مختلف را تشکیل می‌دهند. بدین شکل که حول هر ساحل یه محله مسکونی شکل گرفته‌است.

## آب و هوا
آب و هوای کنز، گرم و استوایی است. فصل بارندگی از نوامبر شروع شده و تا ماه می ادامه می‌یابد. فصل خشک نیز ماه‌های ژوئن تا اکتبر را در برمیگیرد. شهر بابیندا واقع در ۶۰ کیلومتری جنوب کنز، با متوسط بارش ۴۲۰۰ میلی‌متر در سال یکی از مرطوبترین شهرهای استرالیا است. این شهر تابستانهای گرم و مرطوب و زمستانهای معتدل دارد.
همانند بقیه مناطق شمالی ایالت کوئینزلند، شهر کنز نیز از طوفان‌های فصلی بی نصیب نیست. این طوفانها بین ماه‌های نوامبر و می شکل می‌گیرند.

## اقتصاد
گردشگری

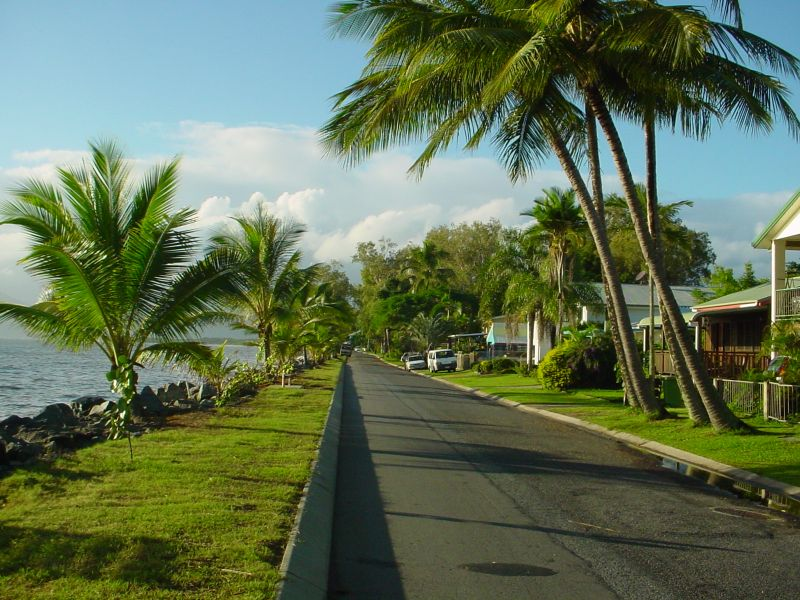
ساحل ماکانز در کنز

گردشگری نقش اصلی را در اقتصاد کنز ایفا می‌کند. بر اساس گفته مرکز گردشگری استرالیا منطقه کنز بین مقاصد مورد علاقه گردشگران خارجی مقام چهارم را بعد از سیدنی، ملبورن و بریزبن داراست. این در حالیست که برای گردشگران داخلی شهر کنز جز رتبه‌های یک تا ده نیز قرار نمی‌گیرد.
تجارت
کنز دارای مراکز خرید بزرگ و کوچکی است که بزرگترین آن‌ها مرکز خرید مرکزی کنز نام دارد و در مرکز تجاری-اداری شهر واقع شده‌است. در محله‌های دیگر نیز مراکز خرید محلی وجود دارد.
صنعت و کشاورزی
زمینهای اطراف شهر همچنان زیر کشت نیشکر هستند، هرچند که با گسترش محله‌های مسکونی این زمینها در معرض خطر قرار دارند.

## حمل و نقل
جاده‌ها

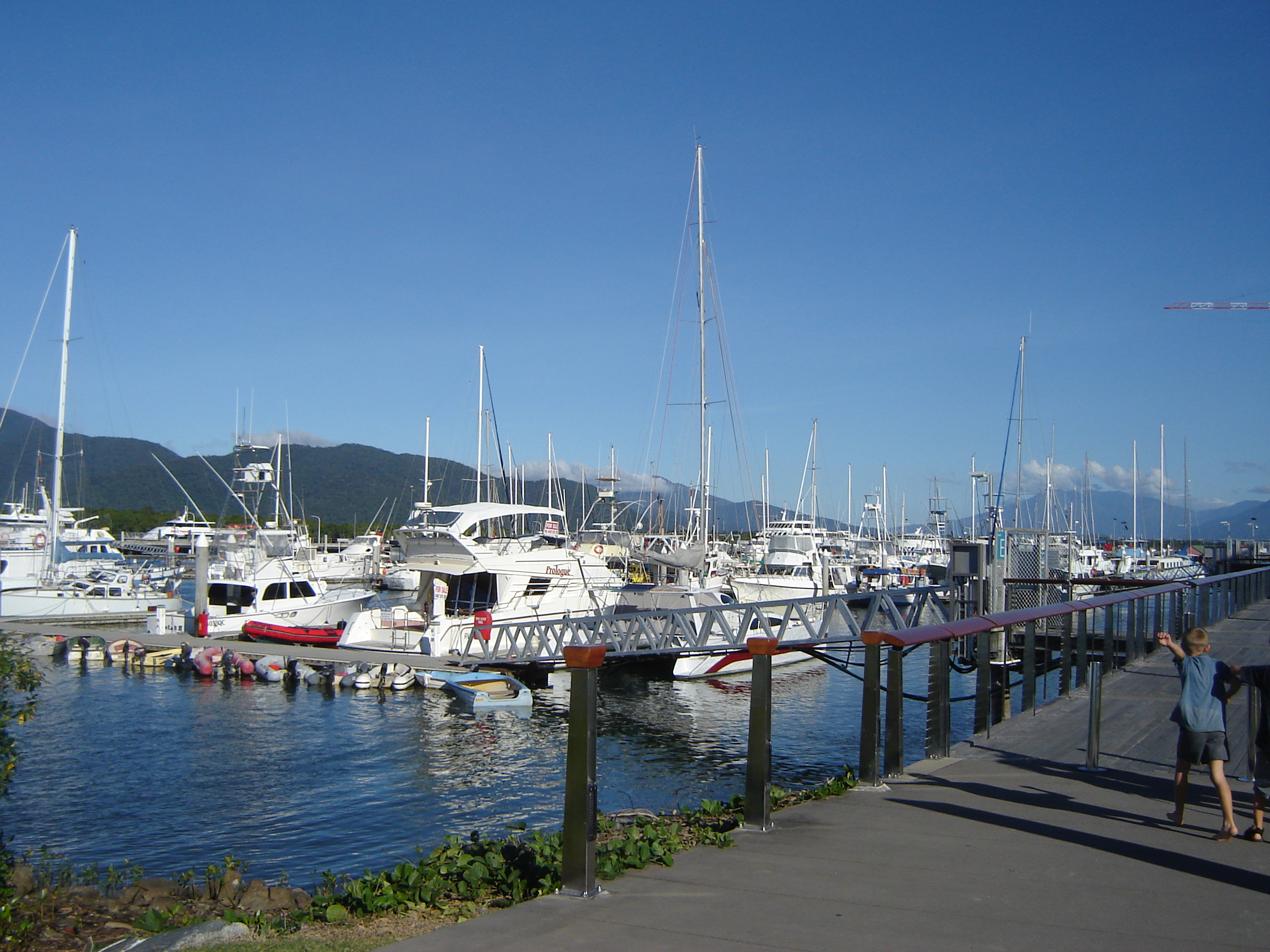
Cairns Marina. Photo taken by Frances76

آزادراه بروس که بریزبن را به کنز وصل می‌کند ۱۷۰۰ کیلومتر طول دارد و به مرکز اداری شهر کنز می‌رسد. از آنجا آزادراه کاپیتان کوک بطول ۷۶ کیلومتر تا شمال غربی امتداد پیدا می‌کند. با توجه به رشد سریع جمعیت شهری نیاز به بهینه‌سازی این بزرگراه‌ها احساس می‌شود و طرح‌هایی نیز در دست بررسی است.

### حمل و نقل عمومی
حمل و نقل عمومی شهر کنز شامل اتوبوس و مینی‌بوس می‌شود که از مرکز شهر به بقیه نقاط می‌روند. سرویس تاکسی نیز برای مسافران موجود است.

### حمل و نقل ریلی
سرویس قطار بین شهری ایالت کوئینزلند که در امتداد ساحل شرقی کشیده شده به شهر کنز ختم می‌شود. در ماه آوریل ۲۰۰۹ سرویس قطار پرسرعت بین شهری به خاطر ایمنی مسافران متوقف شد ولی بعداً در ماه می دوباره شروع بکار کرد.

### فرودگاه
فرودگاه بین‌المللی کنز واقع در ۷ کیلومتری مرکز شهر، دارای رتبه هفتم در تعداد پروازهای داخلی و ششم در تعداد پروازهای خارجی است. در سال ۲۰۰۵/۲۰۰۶ نزدیک به ۳٫۶۷ میلیون مسافر داخلی و بین‌المللی از این فرودگاه استفاده کردند.
فرودگاه دارای ترمینال پروازهای داخلی و ترمینال پروازهای بین‌المللی است. این فرودگاه همچنین مقر سرویس اورژانس پزشکی هوایی برای منطقه کوئینزلند شمالی است.

### بندر
بندر کنز توسط اداره بنادر مدیریت می‌شود. بندر کنز نقش مهی در سفرهای روزانه توریستی ایفا می‌کند. این سرویس‌ها به وسیلهٔ تعدادی قایق دوبدنه که گنجایش ۳۰۰ مسافر را دارند انجام می‌شود. قایق‌های کوچکتری نیز سرویس‌های ۱۲ نفره را برای مسافرین مهیا می‌کنند. بندر کنز همچنین محل پهلوگیری کشتی‌های مسافربری و توریستی است که اقیانوس جنوبی رو می‌پیمایند.
کارگوی بندر کنز سالانه ۱٫۱۳ میلیون تن کالا را از خود عبور می‌دهد که تقریباً ۹۰٪ آن‌ها کالاهای تجاری و عمده هستند. کالاهایی مثل شکر، کود شیمیایی، گاز مایع و ...
این بندر همچنین تعداد قابل توجهی کشتی ماهیگیری در خود جای می‌دهد. نیروی دریایی استرالیا نیز در این بندر دارای پایگاه است. تعداد پرسنل این پایگاه به ۹۰۰ نفر می‌رسد که ۱۴ کشتی جنگی را خدمات رسانی می‌کنند.
این بندر به تازگی دستخوش تغییراتی در جهت بهبود فضای گردشگری شده‌است.

## شهرهای خواهرخوانده
- لایی، پاپوآ گینه نو از سال ۱۹۸۴
- می‌نامی، ژاپن از سال ۱۹۶۹
- اویاما، ژاپن از سال ۲۰۰۶
- ریوا، لاتویا از سال ۱۹۹۰
- سکاتزدیل، آریزونا، آمریکا از سال ۱۹۸۷
- سیدنی، بریتیش کلمبیا، کانادا از سال ۲۰۰۵
- ژانجیانگ، چین از سال ۲۰۰۵

## نگارخانه

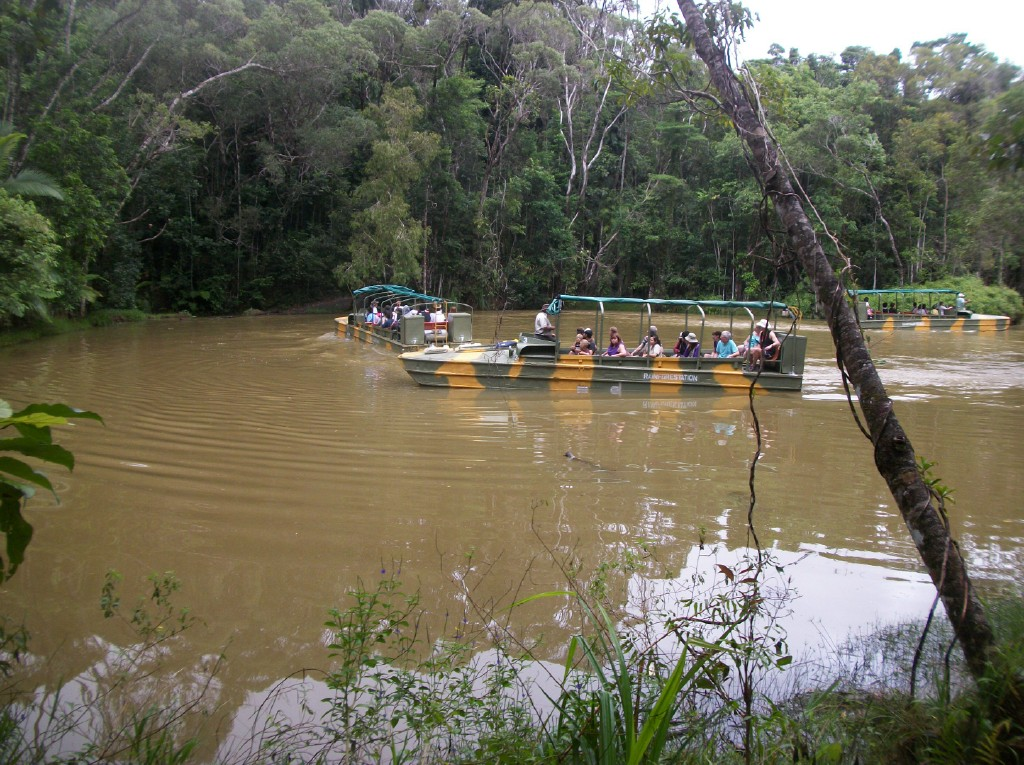
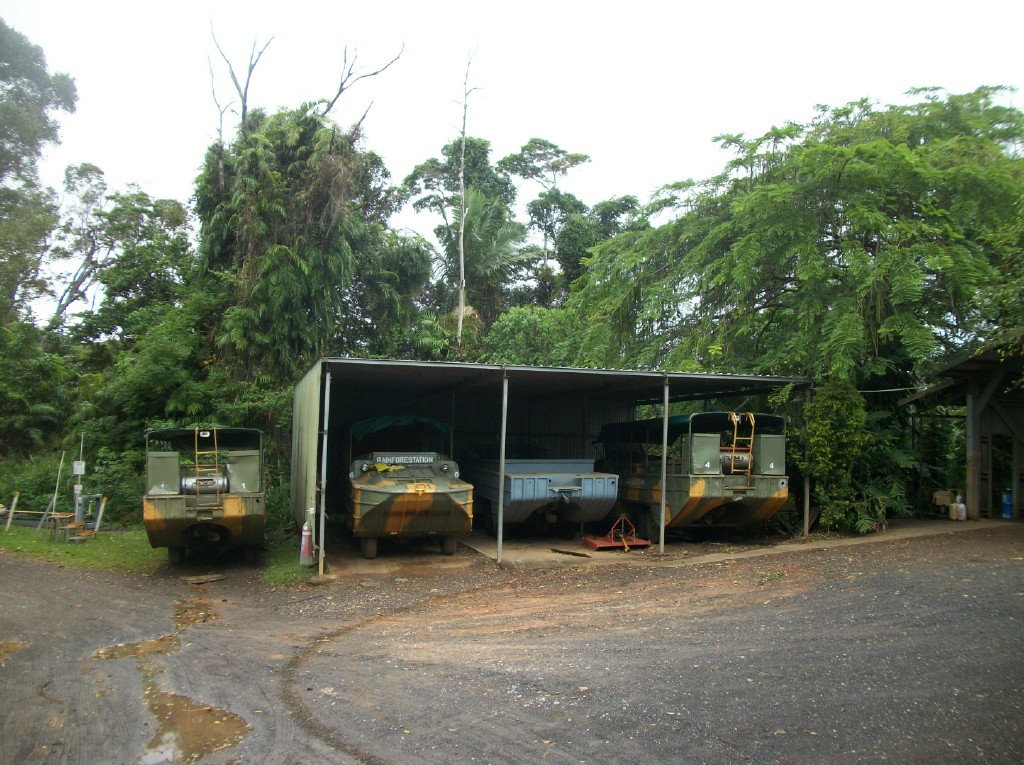
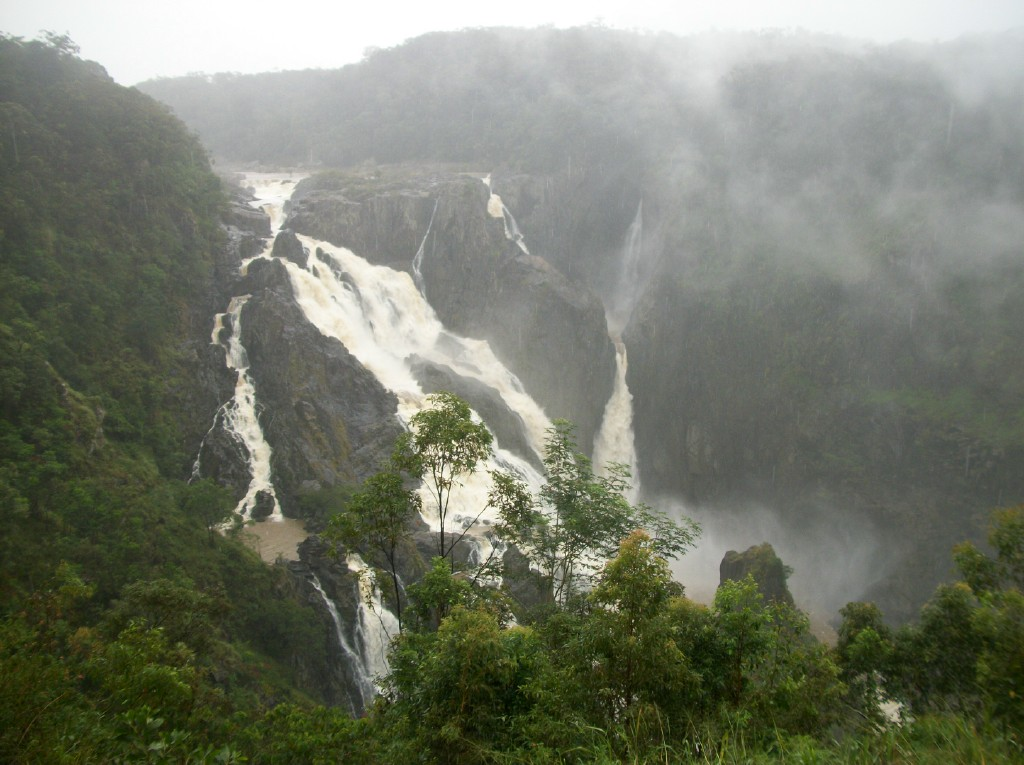
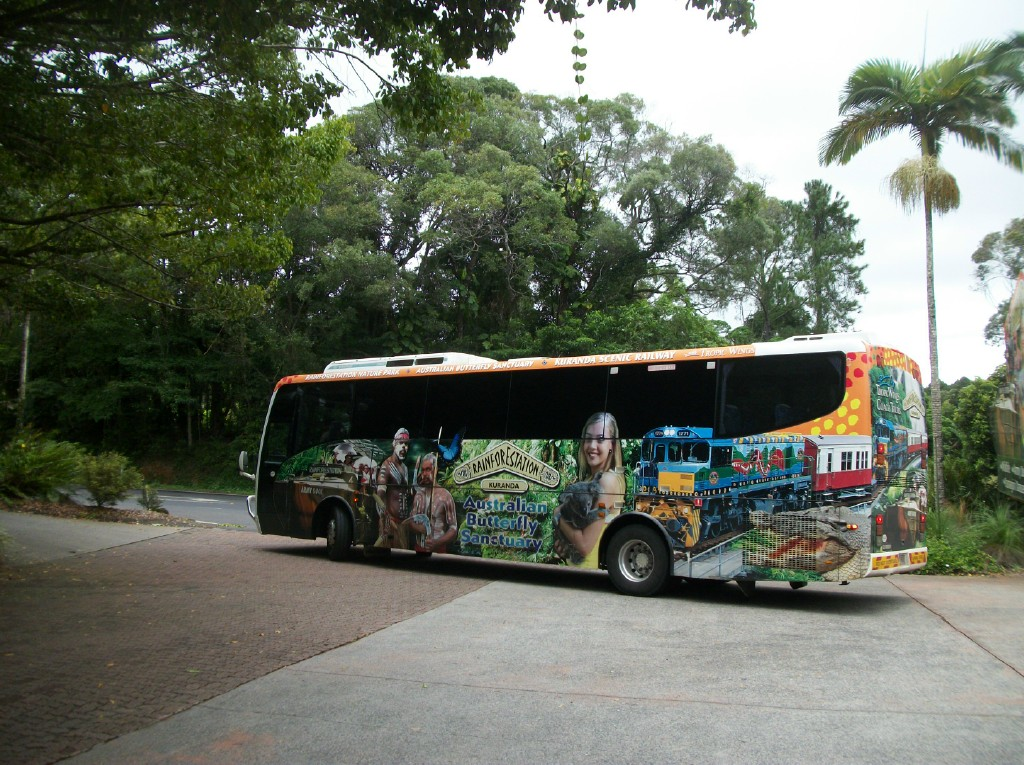
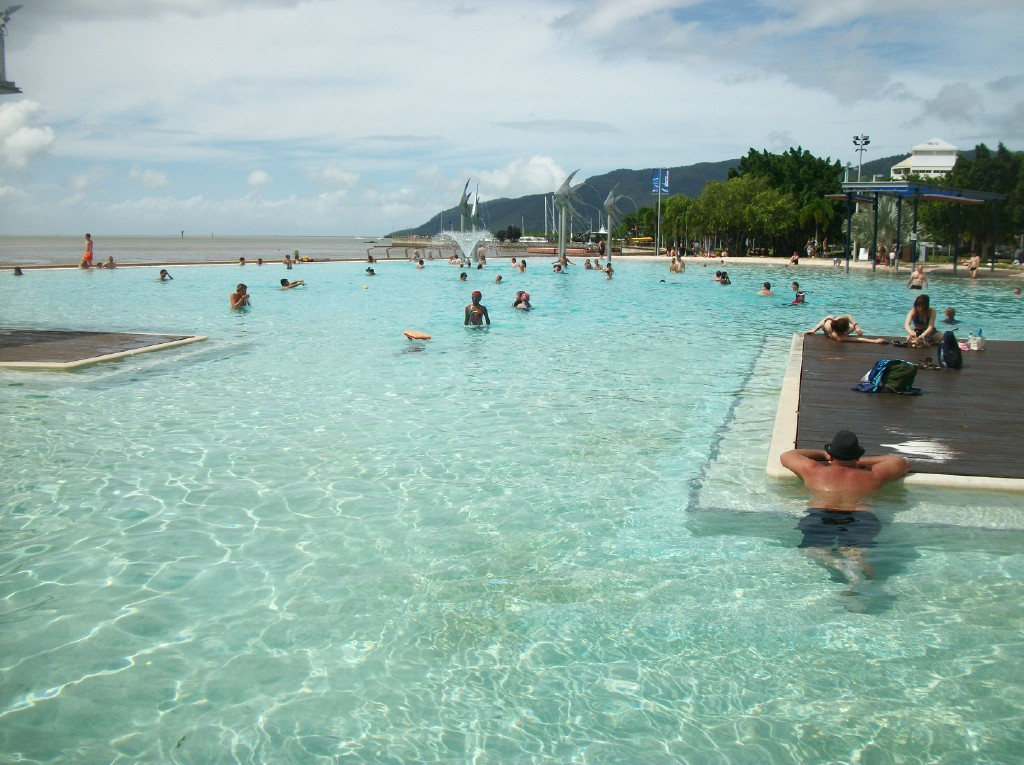
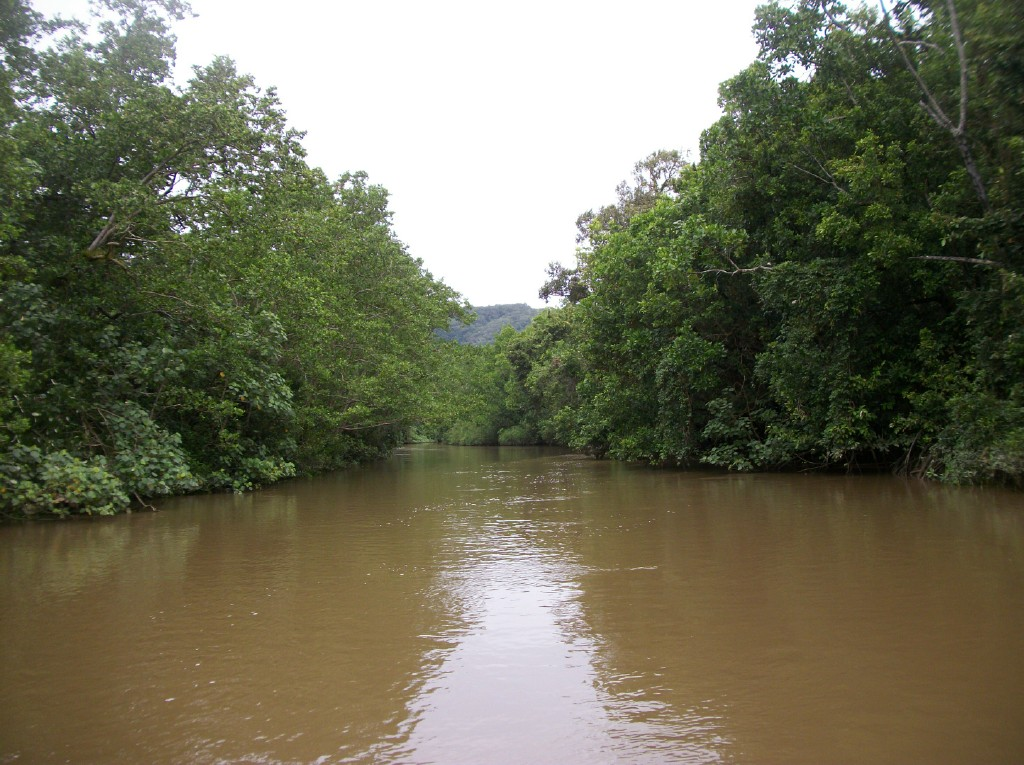
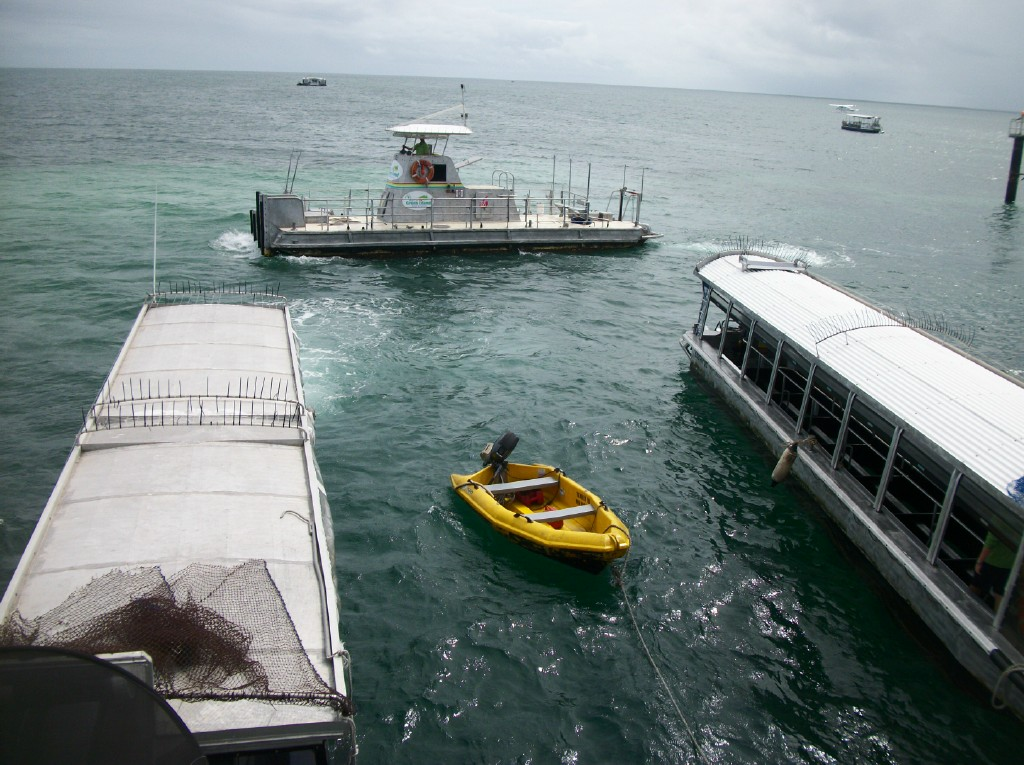
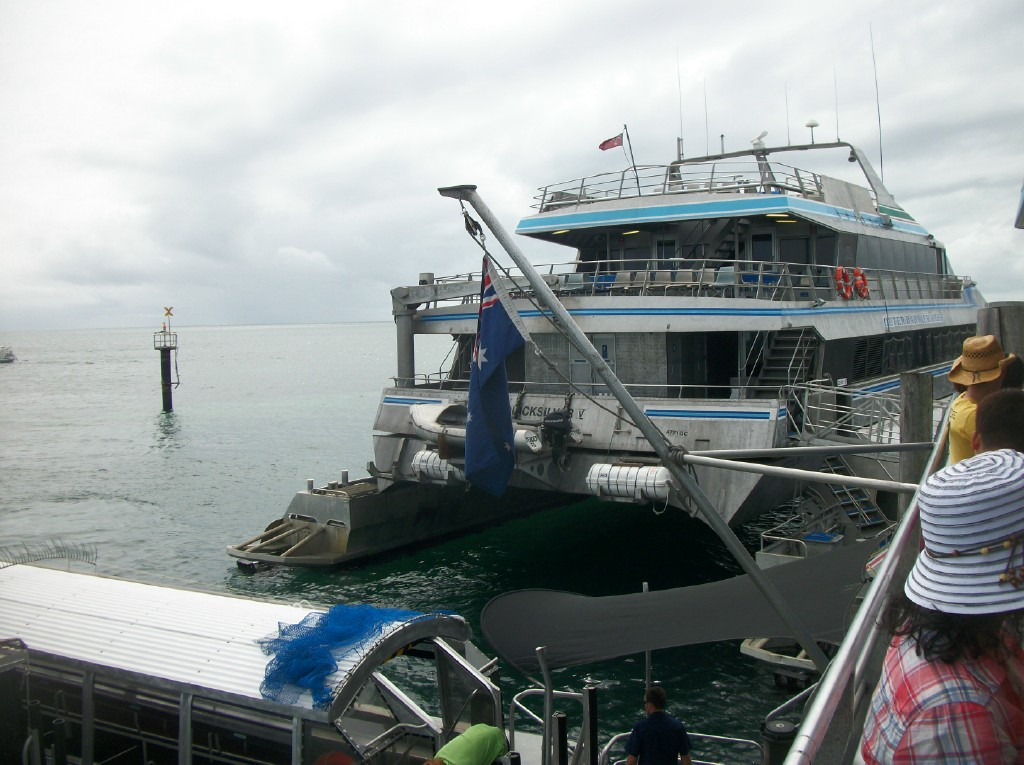
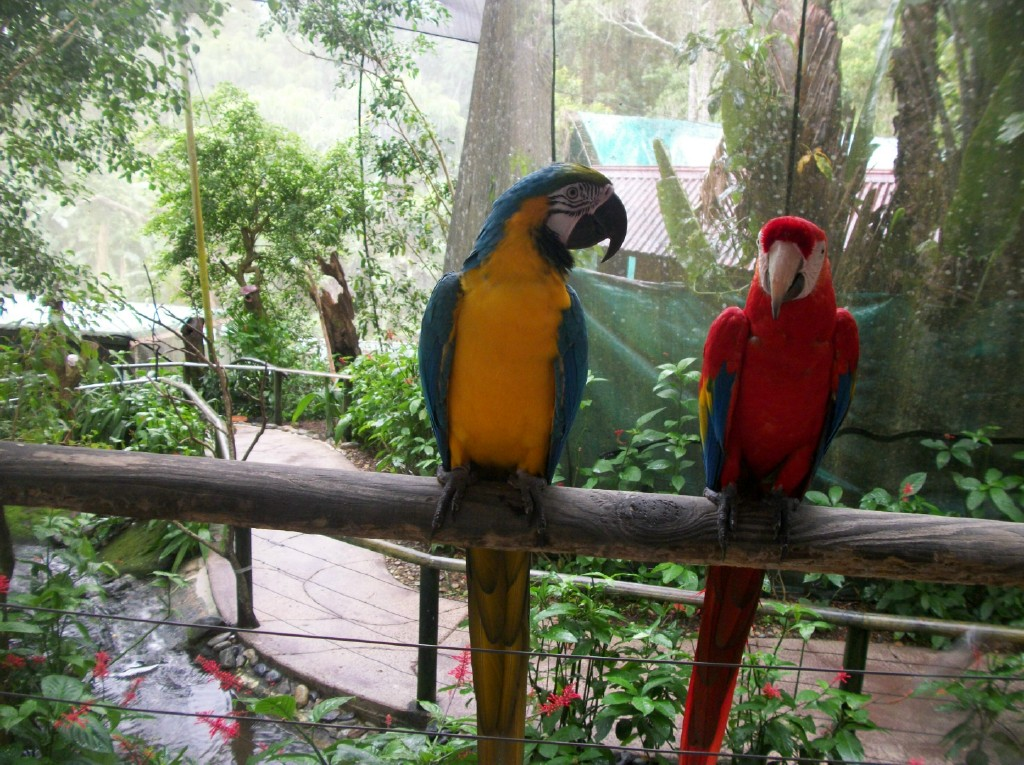
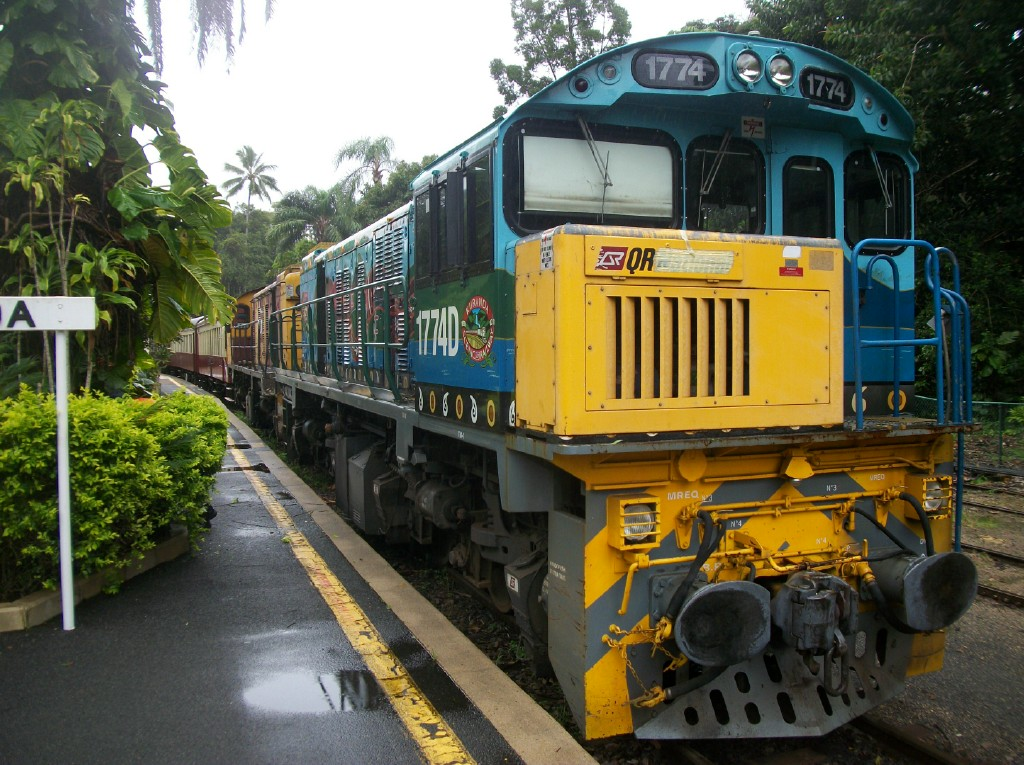
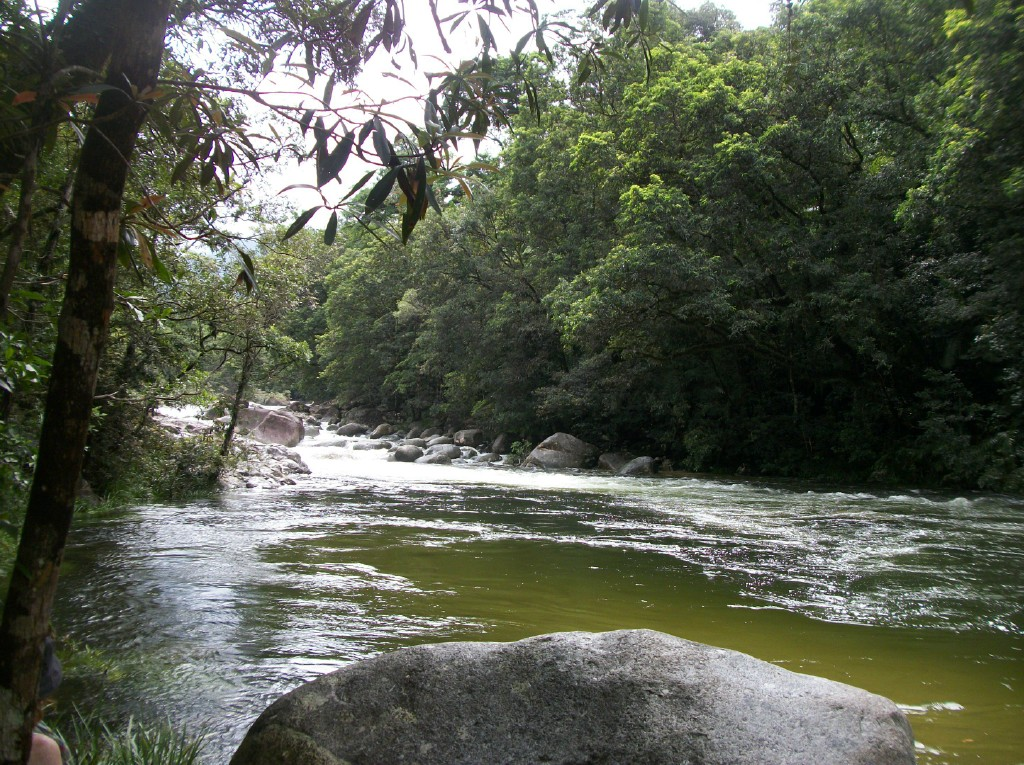
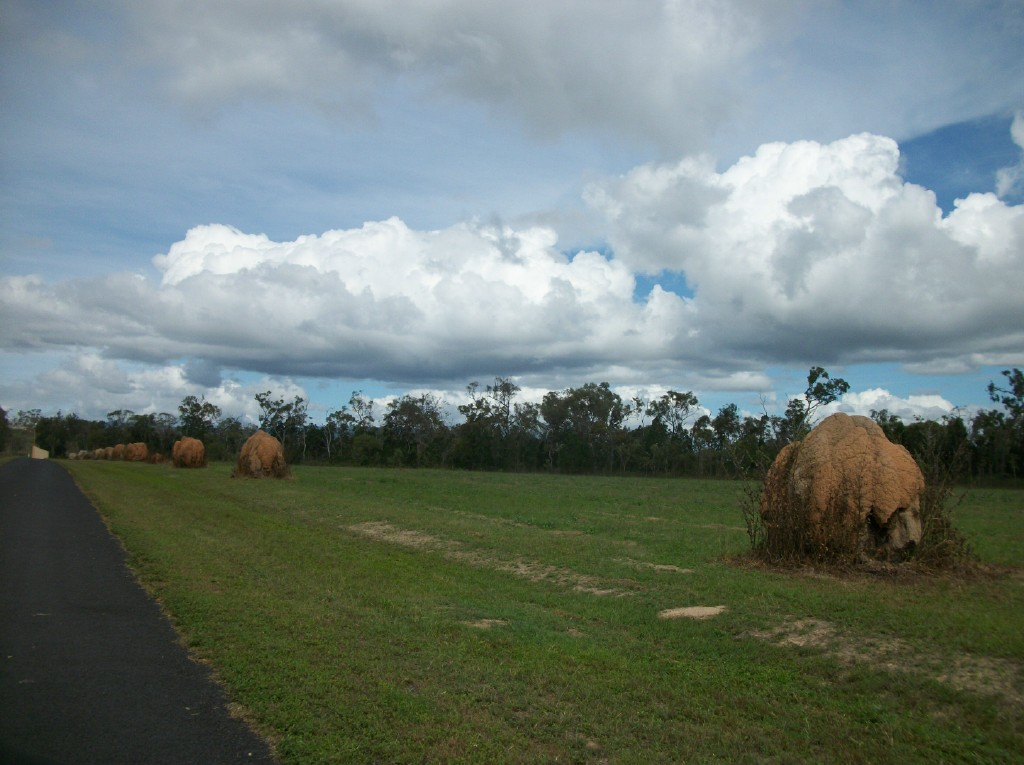
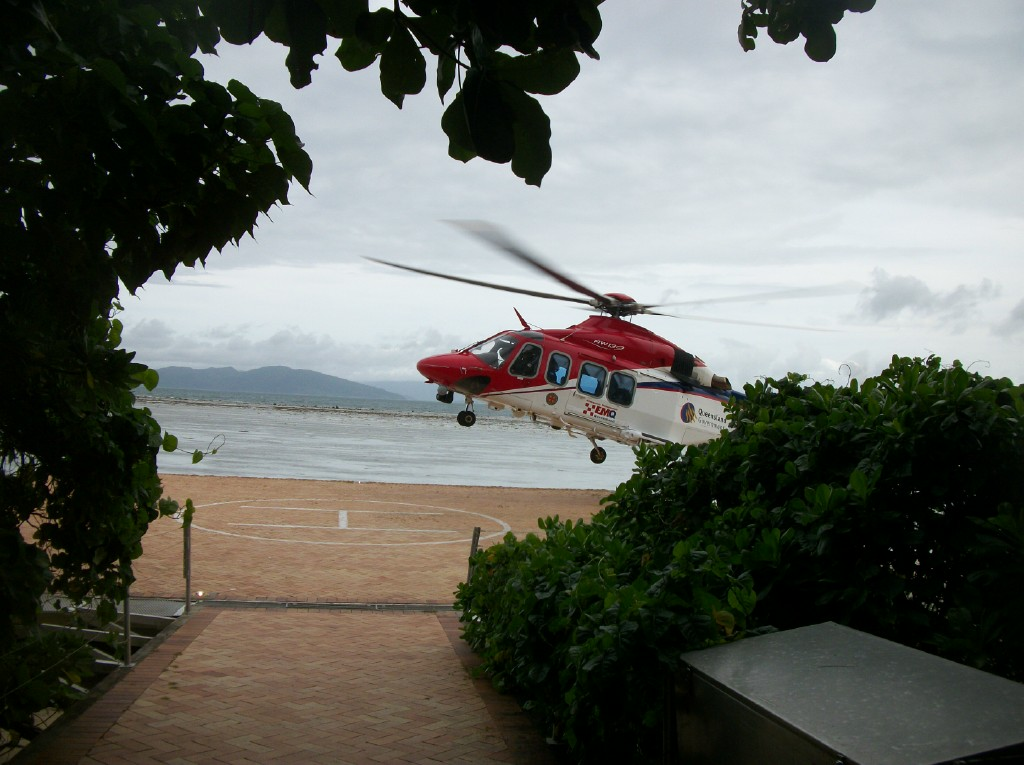
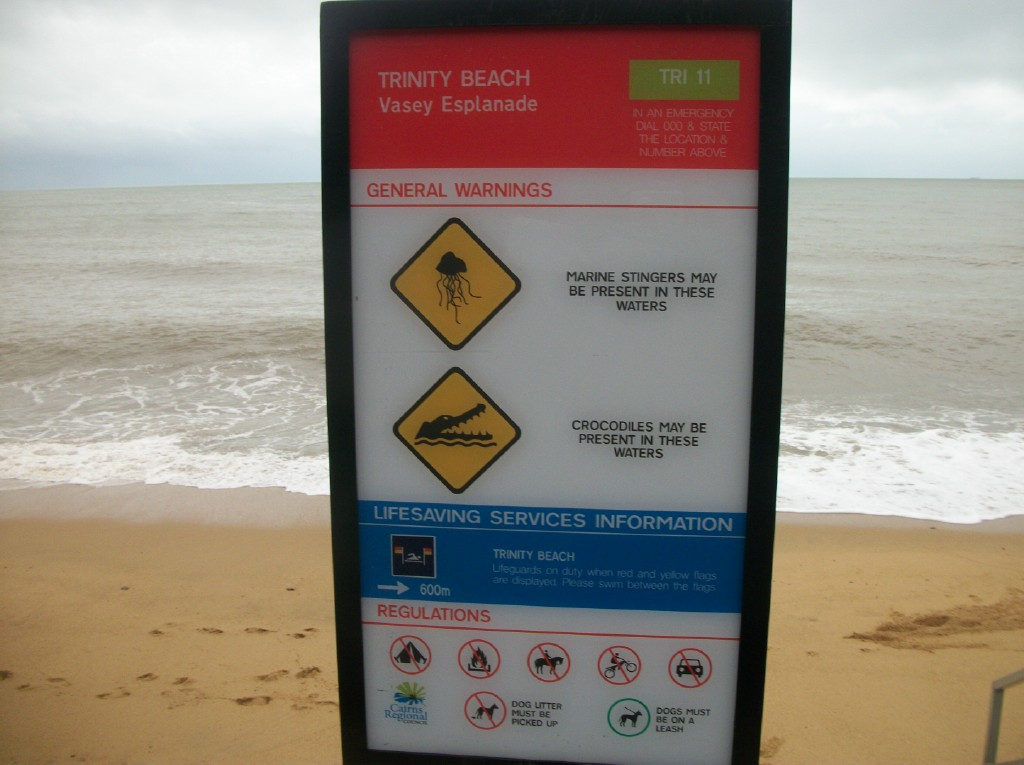
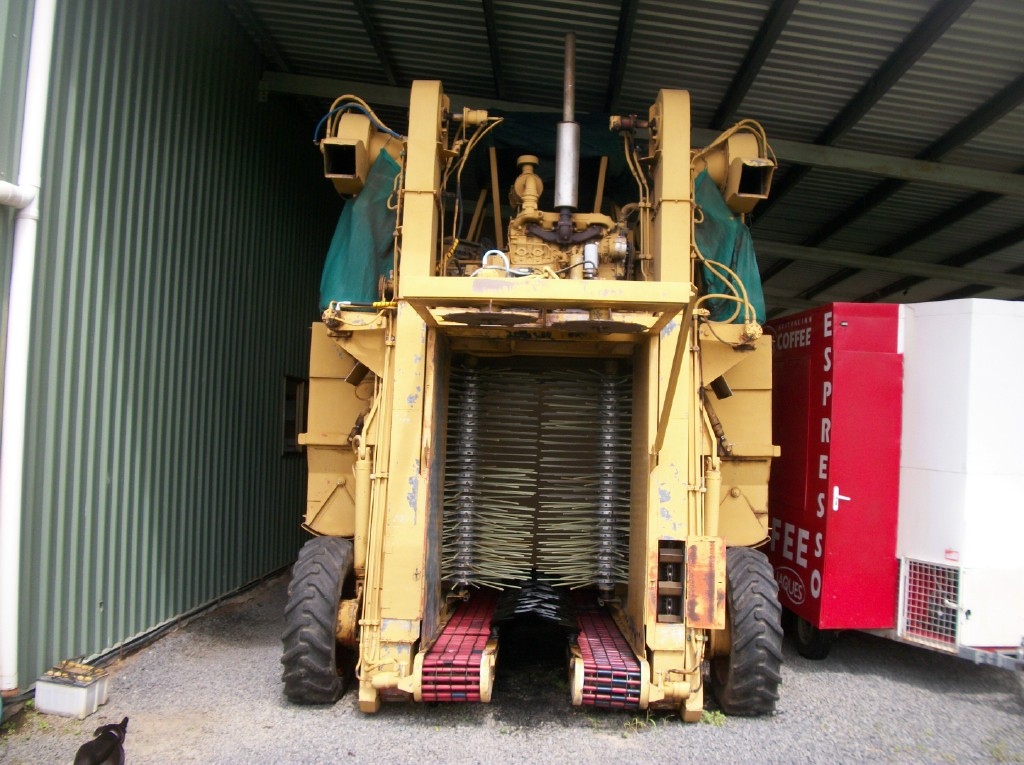

## دیدنی‌ها
- جزیره سبز
- جزیره فیتزروی
- ساحل اِلیس
- ساحل کلیفتون
- ساحل ماکانز
- صخره‌های بزرگ مرجانی استرالیا
- موزه کنز